# Yuk Hui
 (août 2023).
Le contenu est difficilement compréhensible vu les erreurs de traduction, qui sont peut-être dues à l'utilisation d'un logiciel de traduction automatique.
Yuk Hui est un philosophe hongkongais et professeur de philosophie à l'Université Erasmus de Rotterdam. Il est connu pour ses écrits sur la philosophie de la technique. Hui a été décrit comme l'un des philosophes de la technologie les plus influents de la période contemporaine,.

## Éducation
Hui étudie l'ingénierie informatique à l'Université de Hong Kong, puis rédige sa thèse de doctorat sous la direction du philosophe français Bernard Stiegler au Goldsmiths College de Londres. Il obtient son habilitation en philosophie de la technologie à l'Université Leuphana en Allemagne.

## Carrière
Hui a enseigné à l'Université Leuphana, à l'Université Bauhaus, et a été professeur invité à la China Academy of Art et à l'Université de Tokyo. Il est l'organisateur du Réseau de recherche pour la philosophie et la technologie depuis 2014 et siège en tant que juré du prix Berggruen pour la philosophie et la culture depuis 2020. Il enseigne actuellement à l'Université Érasme de Rotterdam.

## Philosophie
L'œuvre de Hui se situe à l'intersection entre la technologie et la philosophie. Sa première monographie intitulée De l'existence des objets numériques (2016), hommage à la thèse secondaire de Gilbert Simondon sur les objets techniques, a été préfacée par Bernard Stiegler. Le livre a été salué par Jahrbuch Technikphilosophie comme ayant « toutes les qualités pour devenir un véritable classique à l'avenir ».
Le deuxième livre de Hui s'intitule La question de la technologie en Chine. Essai de cosmotechnique (2016). Il constitue une réponse à l'essai de 1953 de Martin Heidegger sur la technique. Hui a remis en question le fait que le concept de technologie dans la littérature philosophique occidentale corresponde à cette notion en Chine et a donc suggéré de reconstruire une pensée technologique propre à la Chine. Le philosophe américain de la technologie Carl Mitcham, dans sa recension de l'ouvrage, juge qu'« Il n'y a pas d’œuvre plus stimulante pour quiconque souhaite essayer de comprendre à la fois les multiples défis philosophiques de la technologie scientifique occidentale et la montée contemporaine de la Chine sur la scène historique mondiale. » 
La troisième monographie de Hui, Récursivité et contingence (2019) est un traité philosophique de cybernétique. Le professeur Bruce Clarke, dans sa critique pour l'American Book Review, déclare que « Récursivité et contingence soumet la cybernétique à une lecture généalogique approfondi fondée sur l'idéalisme allemand et la Naturphilosophie, démontrant ses racines les plus profondes dans la "condition organique de philosopher" depuis Emmanuel Kant, qui a développé le concept d'organique d'une manière qui subordonne le phénomène de la technicité à une définition plus générale de l'organisme. »  
Hui poursuit son travail sur la récursivité dans une suite intitulée Art et Cosmotechnique (2021),. L'anthologie de Hui intitulée Fragmentar el futuro, rassemblant ses écrits sur la politique et la technologie, a été publiée en 2020 en portugais et en espagnol. Il a reçu de nombreuses critiques et approbations en Amérique latine,,. Le journal espagnol El Mundo l'a décrit comme une « nouvelle superstar de la pensée. » 
Hui est surtout connu pour ses concepts de technodiversité et de cosmotechnique, qui repose sur ce qu'il appelle l'antinomie de l'universalité de la technologie. L'intention est de s'écarter de la conception d'une science et d'une technologie universelles issues de la modernité occidentale et qui se sont aujourd'hui développées à l'échelle mondiale. Hui propose de redécouvrir l'histoire de la technodiversité pour cultiver différentes conceptions de la technologie à travers diverses formes de pensée et de pratique afin d'inventer des alternatives. Il invite autrui à contribuer au projet de cultiver la technodiversité à travers une investigation de la pensée technologique à travers différentes épistémologies pour s'ouvrir à une diversification des technologies dans notre monde moderne. La revue Angelaki (vol. 25 numéro 4, 2020) et Ellul Forum (numéro 68, 2021) ont consacré un numéro spécial au concept de cosmotechnique de Hui,.

## Publications
- On the Existence of Digital Objects, University of Minnesota Press, 2016
- The Question Concerning Technology in China. An Essay in Cosmotechnics, Urbanomic, 2016.
  - La Question de la technique en Chine, Editions Divergences, 2021.
- Recursivity and Contingency, Rowman and Littlefield, 2019
- Art and Cosmotechnics, University of Minnesota Press/e-flux, 2021
- Post-Europe, Urbanomic/Sequence, 2024
- Machine and Sovereignty, University of Minnesota Press, 2024
- Philosophy after Automation, Numéro spécial de Philosophy Today (Volume 65, Numéro 2, Printemps 2021)
- On Cosmotechnics, Numéro spécial d' Angelaki, Vol 25 Numéro 4 (Août 2020)
- 30 Years after Les Immatériaux. Art, Science and Theory (co-édité avec Andreas Broeckmann), Meson Press, 2015.
- Cosmotechnics. For a Renewed Concept of Technology in the Anthropocene (co-édité avec Pieter Lemmens), Routledge, 2021.